# Rajmund Berengar I
Rajmund Berengar I zwany Stary (kat. Ramon Berenguer I el Vell; ur. około 1023, zm. 26 maja 1076 roku prawdopodobnie w Barcelonie) – hrabia Barcelony i Girony od 1035, hrabia Osony od 1054 oraz Carcassonne i Razès od 1069 (w dwóch ostatnich do 1071 z Almodis de La Marche) z pierwszej dynastii barcelońskiej (Urgel).

## Pochodzenie i dzieciństwo
Najstarszy syn hrabiego Barcelony Berengara Rajmunda I Garbatego z jego pierwszą żoną Sanchą Sanchez, córką hrabiego Kastylii Sancho I Garcii i Urraki (być może z Saldañii). Jeszcze w 1035 roku jego tereny zostały podzielone między synów, prawdopodobnie z inicjatywy matki. Najstarszy Rajmund Berengar otrzymał Gironę i Barcelonę aż do rzeki Llobregat, otrzymując tytuł hrabiowski i zwierzchność nad braćmi, Sancho - tereny przygraniczne od Llobregat do granic z muzułmanami (w tym nowe księstwo Penedès ze stolicą w Olèrdola), Wilhelm dostał natomiast Osonę (pod regencją swej matki Gizeli do 1054). W maju 1035 roku jego ojciec zmarł, a niepełnoletni Rajmund Berengar odziedziczył osłabione wewnętrznie i podzielone księstwo. W 1054 roku jego macocha Gizela wyszła za wicehrabiego Udalarda, musiała się więc zrzec Osony. Przeszła ona w całości na jej syna Wilhelma, jednak ten zaraz przekazał ją przyrodniemu bratu. Tereny Sancha objął dopiero w 1058. Do 1041 roku jego regentką była babka Ermesinda z Carcassonne (wcześniej także regentka jego ojca), którą odsunął od władzy wskutek jej zbyt silnej pozycji. Aż do swojej śmierci w 1058 dążyła ona jednak do odzyskania wpływu na władzę, wchodząc w sojusz z opatem Olibą i biskupem Osony.

## Konflikty wewnętrzne

Państwa na Półwyspie Iberyjskim około 1050 roku

W związku z małoletniością władcy i faktem, że odziedziczył słabe wewnętrznie państwo liczni lokalni szlachcice działali samodzielnie i bez jego wiedzy. Wielu z nich prowadziło własną politykę lenną, a do najsilniejszej pozycji doszli Geribert Mir z dużym poparciem w Barcelonie, kuzyn i wicehrabia Udalard II (1041–1077; sprawował kontrolę nad 2 z 4 wież w murach Barcelony) oraz biskup Guislabert. Geribert Mir był synem wicehrabiego Geriberta i córki Borrella II. Odziedziczył po ojcu Subirats, Vit, Ribes (razem z bratem), w posagu dostał Sant Martí Sarroca, a po śmierci Berengara Rajmunda ogłosił się księciem Olèrdola. Zgromadził on wokół siebie szlachciców z Penedès i okolic, którzy sprzeciwiali się pokojowej polityce hrabiego względem muzułmanów, co nie pozwalało im na wyprawy po łupy i nakładanie podatków. Kolejną kwestią sporną było to, że do ewentualnych łupów miał pierwszeństwo monaster w Sant Cugat del Vallés, który to otrzymał taki przywilej jeszcze od Ludwika I Pobożnego 200 lat wcześniej. Młodzi generalnie buntownicy pamiętali tylko autorytarne rządy z regentką Ermesindą i sprzeciwiali się skostniałym prawom. W odpowiedzi na to Ermesinda rozpoczęła zbrojenia razem ze swymi sojusznikami w przyjaźniejszej im Osonie. Sprzeciwiała się ona żądaniom notabli, poza tym ona i jej sojusznicy częstokroć mieli więcej niż 60 lat.
Rajmund Berengar początkowo stanął po stronie młodych buntowników i oddał Ermesindzie hrabstwo Girony, chcąc się uwolnić od kurateli babki. Wkrótce jednak pojednał się z nią, co spowodowało, że buntownicy poczuli się zdradzeni. Tymczasem biskup Barcelony i wicehrabia Udalard chcieli przeprowadzić w mieście zamach stany, którą powstrzymały siły wierne hrabiemu (podtrzymał on przywileje dla miasta nadane przez swego ojca w 1025). Dwaj buntownicy zostali postawieni przed sąd pod przywództwem opata Oliby (sojusznika Ermesindy i wówczas także księcia). Biskupa zmuszono do odcięcia się od akcji zbrojnej i zrzeczenia się swego zamku, Udalard musiał zapłacić 200 uncji złota kary oraz zrzec się zamku w Vell.
W 1044 roku przeciw Rajmundowi Berengarowi zbuntował się hrabia Cerdanyi, Wilhelm Rajmund, przeciwko któremu władca z Barcelony wysłał udaną ekspedycję.
W 1049/1050 roku nabył Penedès po abdykacji swego brata, jednak Mir Geribert wciąż posiadał znaczne terytoria w okolicy. Wkrótce jednak umierali po kolei kolejni sojusznicy jego babki (Oliba i biskup Girony), a sama Ermesinda wycofała się z polityki w 1058 i jeszcze w tym samym roku zmarła. Tym samym Rajmund Berengar mógł nabyć w całości te tereny i zjednoczyć domenę ojca, a Geribert Mir uciekł do Tortosy, gdzie zmarł w 1060. Rajmundowi Berengarowi udało się uzyskać kontrolę nad swoimi terenami dzięki przejmowaniu zamków wasali i zmuszaniu ich do bycia bezpośrednim lennikiem.

## Rekonkwista i polityka zagraniczna

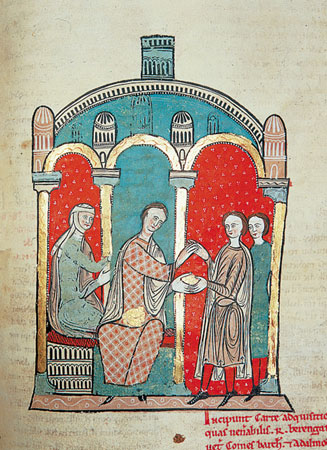
Rajmund Berengar i jego żona Almodis de La Marche odkupują Carcassonne i Razès od dziedziczki Adelajdy i jej męża Wilhelma Rajmunda z Cerdanyi

W początkach swoich rządów Rajmund Berengar I prowadził ekspansywną politykę względem muzułmańskich taif. Rozciągnął swoje posiadanie na zachodzie aż do Barbastro (opanowanego w 1064) i na południu do bram Tarragony, a na wiele dalszych miast opanowanych przez Maurów (Lérida od 1046, Tortosa od 1052 i Saragossa od 1062) nałożono trybut. Opanował nowe tereny: Baixa Ribagorça, Pilca, Puig-Roig, Estopinyà i Canyelles. Od 1062 roku po zwycięstwie jego sojuszu z emirem Lleidy zmusił Muktadira z Zaragozy do stania się swym lennikiem. Jak wskazują wpisy z ksiąg, w 1050 obiecał Tarragonę Berengarowi z Narbonne i Ryszardowi z Amilau, jednak te postanowienia prawdopodobnie nigdy nie weszły w życie.
Po odniesieniu sukcesów w rekonkwiście skierował swe działania w kierunku południowej Francji (Langwedocja, Roussillon). Był pierwszym hrabią Barcelony, który rozciągnął swoją władzę poza Pireneje. W 1069 roku odkupił Carcassonne i Razès za 20 tys. uncji złotych monet od trzech córek-dziedziczek Piotr II z Carcassonne, które nie chciały dostać się w orbitę coraz bardziej wpływowych hrabiów Foix (wówczas Piotra Bernarda). Ważną rolę w budowaniu sobie poparcia w południowej Francji było jego trzecie małżeństwo. Na koniec życia pozostawił po sobie liczne zależne lenne ziemie w regionach Tuluza, Manerba, Narbonne, Comminges, Saber i Foix.

## Reformy wewnętrzne
Rajmund Berengar I miał zasługi jako reformator prawa, który w 1058 nadał Usatges de Barcelona. Zniósł archaiczne przepisy wizygockie (Liber Iudicorum króla Chindaswinta) i w ich miejsce ustanowił nowy zbiór praw, oparty na prawie rzymskim, po części wizygockim oraz przywilejów nadawanym nowo zdobytym miastom (tzw. fuero). Była to pierwsza kodyfikacja prawa feudalnego w zachodniej Europie. Jednym z jej celów było wzmocnienie systemu lennego i tym samym pozycji władcy. Władca stworzył także swój sąd (curię), w której główną rolę odgrywali: seneszal (dowódca wojskowy), majordomus i wikariusz Barcelony. Majordomus odpowiadał za kodyfikację prawa, natomiast wikariusz barceloński odpowiadał za utrzymanie autorytetu władzy na prowincji, zwłaszcza suwerennych zamków. Kodyfikacja Rajmunda Berengara nie była jednak pełna, była stopniowo uzupełniana od 1058 (początek obowiązywania) aż do pełnego spisu króla Jakuba I Zdobywcy. Rozszerzył także stosowanie pokoju Bożego.
Również w dziedzinie finansowej odniósł sukcesy w związku z podbojami na muzułmanach. Dzięki temu mógł również nadawać ziemie swoim baronom i uspokoić swoje relacje z nimi, a także budować infrastrukturę w kraju na skutek pierwszej w historii państwa gospodarczej prosperity. Prowadził także repoblację na niewielką skalę w okolicach Tárrega. W 1058 roku odbudował romańską katedrę w Barcelonie, zniszczoną prawdopodobnie jeszcze przez Al-Mansura w 985 i to w niej został pochowany.

## Koniec życia

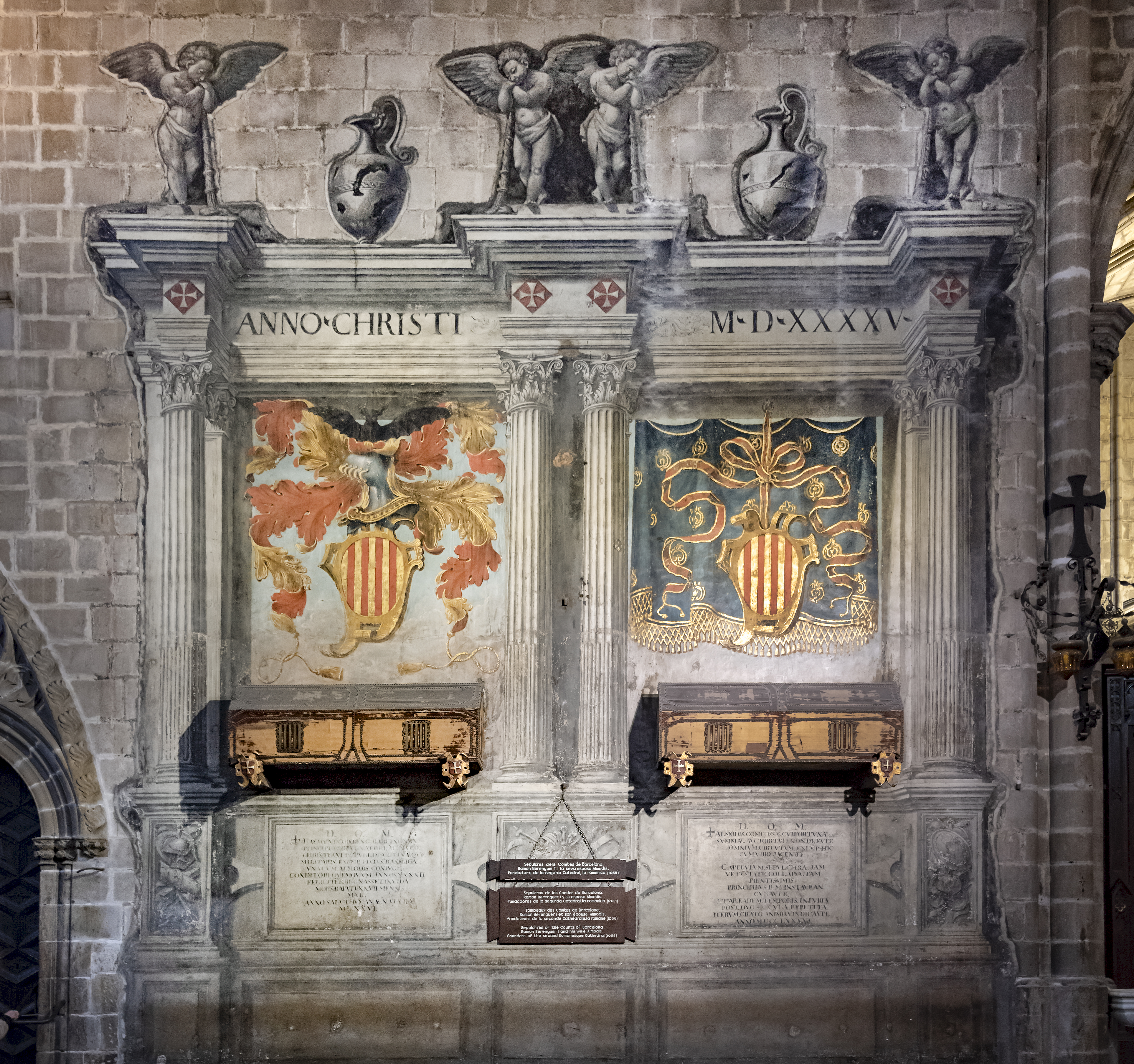
Nagrobki Rajmunda Berengara I i jego trzeciej żony w barcelońskiej katedrze

Rajmund Berengar I został ekskomunikowany w 1053 na skutek bezprawnego trzeciego małżeństwa (oboje byli wówczas w małżeństwach, ona została porwana). Ta właśnie trzecia żona, Almodis de La Marche, dążyła do umocnienia pozycji swojej i swoich synów. Istniał też konflikt między jej synem z drugiego małżeństwa, Wilhelmem IV z Tuluzy, a jej trzecim mężem o własność części ziem w okolicach Tuluzy. Ich starszy przyrodni brat, Piotr Rajmund sprzeciwiał się jej i 18 października 1072 roku zabił Almodis, która starała się go odsunąć od dziedziczenia tronu. Gdy morderstwo wyszło na jaw, Piotr Rajmund został w kwietniu 1073 roku wygnany przez ojca, wydziedziczony i ekskomunikowany przez papieża Grzegorza VII (nie ma o nim informacji po tej dacie). Tym samym bracia bliźniacy zostali dziedzicami hrabstwa. Intencją Rajmunda Berengara I było to, by bracia rządzili wspólnie (pro indiviso) Barceloną, Gironą, Osoną i Carcassonne (całą domeną). Nie było to możliwe ze względu na otwarty konflikt między braćmi o władzę, który poskutkował zabiciem Rajmunda Berengara II w 1082, prawdopodobnie na zlecenie brata. W razie śmierci synów-bliźniaków planował przekazanie władzy córce z trzeciego małżeństwa, Ines (Agnieszce) i jej mężowi Guiguesowi III d’Albon.

## Małżeństwa i potomstwo
14 listopada 1039 roku ożenił się z Izabelą (ur. 1020/8, zm. 29 czerwca 1050), córką Ermenegardy i być może księcia Sancho z Gaskonii. Doczekali się trzech synów:
- Berengar (ur. 1040/4, zm. przed 28 maja 1045);
- Arnau (ur. 1040/4, zm. przed 28 maja 1045);
- Piotr Rajmund (ur. 1040/4, zm. między 22 kwietnia 1073 a 1076), dziedzic hrabstwa do 1073, kiedy to został wygnany.

Po raz drugi przed 26 marca 1051 ożenił się z Blanką, najprawdopodobniej córką Wolf Ato Zuberoa i Ermengardy z Narbonne. Nie mieli potomstwa. Jeszcze gdy byli małżeństwem, hrabia uzyskał repudium dla tego małżeństwa i oddalił Blankę. Żyła ona jeszcze w 1076 roku, gdyż jest wymieniona w testamencie Rajmunda Berengara. Na skutek tegoż repudium hrabia został ekskomunikowany przez papieża Wiktora II (klątwę zdjął w 1056).
Po 23 czerwca 1053 roku po raz trzeci ożenił się z Almodis de la Marche (ur. ok. 1020, zamordowana 16 października 1071), hrabiną Limoges, córką Bernarda, hrabiego La Marche (dzisiejsze Creuse) i jego żony Amelii. Rajmund Berengar był jej trzecim mężem po Hugo V z Lusignan (miała z nim troje dzieci, w tym Hugo VI; uzyskali repudium z powodu bliskiego pokrewieństwa) i Ponsa z Tuluzy (mieli czwórkę dzieci, w tym Wilhelma IV i Rajmunda IV; również repudium w 1053). Prawdopodobnie została jego żoną wskutek porwania. Hrabia Barcelony miał z nią czwórkę dzieci:
- Berengara Rajmunda II (1053/4–1097/9), współdziedzica hrabstwa, wygnanego w 1097; brata-bliźniaka Rajmunda Berengara;
- Rajmunda Berengara II] (ur. 1053/4, zamordowany 5 grudnia 1082), współdziedzica hrabstwa, zamordowanego przez brata w 1082; brata-bliźniaka Berengara Rajmunda;
- Arnau Piotra (zm. 1068/76), zmarłego przed ojcem;
- Agnieszkę/Ines (1050/5, zm. przed 1076), od 1070 druga żona Guiguesa III d’Albon;
- Sancha (zm. po 13 kwietnia 1112), żona Wilhelma I z Cerdanyi.